# Grozavul și puternicul Oz
Grozavul și puternicul Oz (denumire originală: Oz the Great and Powerful) este un film de fantezie și de aventură american din 2013 regizat de Sam Raimi, produs de Joe Roth, cu un scenariu de David Lindsay-Abaire și Mitchell Kapner. În rolurile principale interpretează actorii James Franco ca Oscar Diggs, Mila Kunis ca Theodora, Rachel Weisz ca Evanora și Michelle Williams ca Glinda.
Bazat pe romanele cu Oz ale autorului L. Frank Baum, Grozavul și puternicul Oz servește ca un prequel al romanului introductiv al lui Baum din 1900 (The Wonderful Wizard of Oz) și este un omagiu al filmului MGM din 1939, Vrăjitorul din Oz. Având loc cu 20 de ani înainte de evenimentele din ambele surse de mai sus, Oscar Diggs ajunge în Tărâmul din Oz unde descoperă trei vrăjitoare, Theodora, Evanora și Glinda. Oscar are apoi intenția de a reinstaura ordinea în Oz, în timp ce se zbate să stingă conflictul cu vrăjitoarele și cu el însuși.
Grozavul și puternicul Oz a avut premiera la El Capitan la 14 februarie 2013, fiind lansat în cinematografe de Walt Disney Pictures la 8 martie 2013, atât în format Disney Digital 3D, RealD 3D și IMAX 3D, cât și pentru cinematografele convenționale. În ciuda părerii împărțite a criticilor, filmul a avut succes comercial, având încasări de peste 150 de milioane de dolari SUA numai în primele trei zile.

## Prezentare
În Kansas, Oscar Diggs (James Franco) lucrează ca iluzionist și magician împreună cu un circ. În timp ce o furtună se apropie de circ, mușchiulosul (Tim Holmes) află că Oscar a avut o aventură cu soția sa și-l atacă. Oscar scapă cu ajutorul unui balon cu aer cald, dar este prins într-o tornadă care-l aruncă în Ținutul lui Oz. Aici vrăjitoarea Theodora (Mila Kunis) îl găsește și crede că este vrăjitorul despre care s-a profețit că o va detrona pe vrăjitoarea cea rea care l-a ucis pe regele din Oz. În drum spre Orașul de Smarald, Theodora se îndrăgostește de Oscar. Cei doi se întâlnesc cu maimuța zburătoare Finley (Zach Braff), care-i jură lui Oscar că-l va sluji după ce acesta l-a salvat din ghearele unui leu.
Când ajung în Orașul de Smarald, Oscar se întâlnește cu Evanora (Rachel Weisz), sora lui Teodora, care este sceptică în privința faptului că Oscar ar fi vrăjitorul din profeție. Evanora îi spune lui Oscar că vrăjitoarea cea rea locuiește în Pădurea Întunecată și poate fi ucisă doar prind distrugerea baghetei sale, care este sursa puterii ei. Oscar și Finley pleacă împreună spre pădure și pe drum li se alătură o păpușă chinezească din ceramică (Joey King), căreia vrăjitoarea cea rea i-a rupt piciorul și i-a distrus familia. Cei trei ajung în pădure unde descoperă că Glinda (Michelle Williams) este o vrăjitoare bună și care le dovedește că Evanora este adevărata vrăjitoare rea care și-a ucis regele și totodată tatăl ei. Evanora îi urmărește în globul ei de cristal și o întoarce pe Teodora împotriva lui Oscar, arătându-l în glob împreună cu Glinda și declarând că el încearcă să curteze toate cele trei vrăjitoare. Ea îi oferă Teodorei, care este dezamăgită, un măr magic, promițându-i că acesta va face să-i dispară toată durerea. Teodora mănâncă mărul și se transformă într-o vrăjitoare rea, verde și fără inimă.

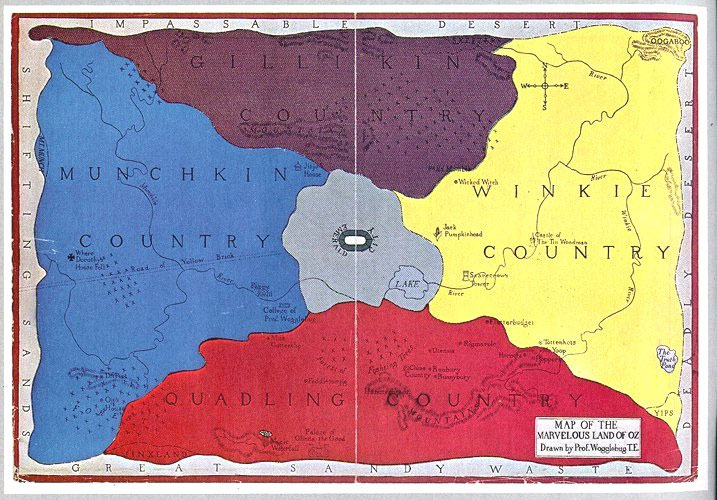
Harta ținutului lui Oz

Glinda conduce grupul lui Oscar pe domeniul ei din Oz pentru a-i scăpa de armata Evanorei din ținutul Winkie și de babuinii ei zburători. Ea îi mărturisește lui Oscar ca știe că el nu este cu adevărat un expert, dar crede că o poate ajuta în continuare s-o oprească pe Evanora, oferă-i o "armată" din Quadling, tinichigii și de pitici Munchkin, Theodora intră pe domeniul Glindei și-i dezvăluie cu furie lui Oscar noul ei aspect hidos înainte de a-l amenința că-l omoară împreună cu aliații săi, cu armata bine antrenată a Orașului de Smarald. Oscar este disperat deoarece armata sa nu poate învinge vrăjitoarele cele rele, dar după ce-i spune păpușii chinezești despre faptele sale își dă seama că poate lupta cu ajutorul prestidigitației.
Glinda și supușii săi folosesc o armată automată de sperietori camuflate de o ceață groasă pentru a le păcăli pe vrăjitoarele cele rele să trimită babuinii zburători într-un câmp de maci care-i adoarme. Cu toate acestea, doi babuini reușesc s-o prindă pe Glinda și s-o ducă în zbor în Orașul de Smarald pentru a fi executată în public. Între timp, Oscar se infiltrează în oraș cu aliații săi, numai pentru a realiza o evadare aparentă cu balonul său plin cu aurul regelui. Theodora distruge balonul cu o minge de foc și crede că l-a ucis pe Oscar. Apoi, Oscar apare în secret în fața prietenilor săi, după ce și-a înscenat moartea și folosește un aparat ascuns care scoate fum și cu ajutorul unui proiector transmite imaginea holografică a feței sale, totodată folosește un foc de artificii pentru a le ataca și intimida pe vrăjitoarele rele. De teamă, Evanora se ascunde în castelul ei, în timp ce Teodora zboară din oraș călare pe mătură ei, fiindu-i imposibil să-l rănească cumva pe "invincibilul" vrăjitor. Păpușa chinezească o eliberează pe Glinda, care își folosește bagheta pentru a o înfrânge și alunga pe Evanora, distrugându-i colierul care ascundea adevărata ei identitate, având o înfățișare de femeie bătrână și sinistră, dar înainte ca Evanora să cadă de la fereastră este salvată de doi babuini zburători care o duc departe.
Filmul se termină cu Oscar, acum regele din Oz, folosindu-și proiectorul ca să susțină convingerea că el este încă un vrăjitor puternic și astfel să păstreze cetățenii din Oz uniți împotriva vrăjitoarelor rele. El oferă, de asemenea, cadouri prietenilor săi: Meșterului Tinichigiu (Bill Cobbs), care l-a ajutat la construirea mașinilor sale, primește un briceag; Knuck (Tony Cox), morocănosul crainic al orașului și un aliat al Glindei, primește o mască cu o față zâmbitoare; mult-încercatul Finley primește prietenia lui Oscar și păpușa chinezească acceptă prietenii ei ca fiind noua sa familie. În cele din urmă, Oscar o ia pe Glinda în spatele cortinei proiectorului și o sărută.

### Continuitate
Filmul are loc cu 20 de ani înainte de evenimentele din prima carte și din filmul din 1939. Există, de asemenea, mai multe trimiteri la ambele surse.
Grozavul și puternicul Oz prezintă câteva aluzii artistice și tehnici paralele filmului din 1939 Vrăjitorul din Oz. Secvența de deschidere a filmului este prezentată în alb-negru, trecerea la culori fiind realizată când personajul titular ajunge în ținutul lui Oz, la fel raportul imaginii trece de la 4:3 la latul 2.35:1, iar coloana sonoră de la monaural la surround. La fel ca în filmul din 1939, Glinda călătorește în bule gigantice, iar Orașul de Smarald este din smarald - în timp ce în roman personajele purtau ochelari fumurii pentru a-l vedea așa. Imaginea iconică verde a vrăjitoarei rele din vest este apropiată de înfățișarea sa din filmul clasic, în timp ce în roman este o bătrână cu un singur ochi. Vrăjitoarele cele rele sunt prezentate ca fiind surori - idee originală a filmului din 1939. Câțiva actori care joacă personaje din Oz au scurte apariții cameo în scenele din Kansas. Un astfel de personaj, Annie (Michelle Williams), îi spune lui Oscar că a fost cerută de soție de John Gale, probabil o aluzie la arborele genealogic al lui Dorothy Gale.
Filmul face aluzie și la romanul original al lui L. Frank Baum, Vrăjitorul din Oz: Sperietoarea de ciori, care este construită de către orășeni ca tactici de înfricoșare; Omul de Tinichea, al cărui creator este prezentat ca Maestrul Tinichigiu și Leul cel laș, care este speriat de Oscar și fuge după ce încercase să-l atace pe Finley. În mod similar, diferite alte rase din Oz sunt prezentate: în afară de Munchkini (singura rasă care este numită în filmul clasic) mai apar Winkie, Quadlingii și locuitorii din Ținutul Păpușilor de Porțelan. Lacrimile Theodorei lasă cicatrici pe fața ei, prefigurând slăbiciunea ei la apă. De asemenea, Glinda spune că ea este Vrăjitoarea din Sud (la fel ca în roman); deși în filmul clasic ea este Vrăjitoarea Bună din Nord (personajul ei fiind combinat cu cel al vrăjitoarei din nord). În plus, există o scenă în care Evanora folosește o pulbere strălucitoare roșie ca să provoace apariția unei casete muzicale pe mâna ei ca o aluzie la pantofii roșii sclipitori (fabricați din același material ca și pulberea), pantofi folosiți de Dorothy ca să se întoarcă acasă în Kansas.

## Distribuție
- James Franco este Oscar "Oz" Diggs, un magician afemeiat care călătorește cu circul de-a lungul vest-centrul SUA. Balonul său este luat de o tornadă și aruncat în ținutul lui Oz, unde lumea crede că el este un vrăjitor despre care s-a profețit că va aduce pacea.
- Mila Kunis este Theodora.[12] Ea este o frumoasă dar naivă vrăjitoare. Ea crede că Oscar este puternicul vrăjitor din profeție și se îndrăgostește de el. Treptat, Evanora o păcălește pe Theodora și o face să-l urască pe Oscar spunându-i că a înșelat-o pentru Glinda, ceea ce duce la transformarea ei în Vrăjitoarea cea rea din Vest.
- Rachel Weisz este Evanora.[13] Ea este protectorul Orașului de Smarald și fost consilier al regelui din Oz, pe care ea l-a ucis înainte de evenimentele care au loc în film, totodată dând vina pe Glinda pentru faptele sale. Fiind o vrăjitoare rea, ea are o formă hidoasă pe care ea ascunde prin purtarea unui colier care îi dă aspectul unei uimitoare femei tinere. Se presupune că ea este vrăjitoarea cea rea din Est.
- Michelle Williams este Glinda, Vrăjitoarea cea bună din Sud. Ea conduce și apară un regat pașnic din Oz locuit de fermieri, tinichigii și de Munchkini. Datorită manipulărilor vrăjitoarei Evanora, alte popoare cred că Glinda este vrăjitoarea rea responsabilă de terorizarea ținutului lui Oz. Ea știe că Oscar nu este un vrăjitor dar are încredere că acesta o poate ajuta cu trucurile sale să învingă vrăjitoarele cele rele. Cei doi devin îndrăgostiți.
  - Williams joacă de asemenea rolul lui Annie, o veche iubire a lui Oscar din Kansas care în mod similar îl încurajează să facă fapte bune. îmbrățișeze bunătatea în sine. Ea a primit o cerere în căsătorie de la un bărbat al cărei nume de familie este Gale, ceea ce duce la ideea că Annie va fi mama fetiței Dorothy Gale.[9]
- Zach Braff interpretează vocea lui Finley, o maimuță cu aripi care îi promite lui Oscar o datorie de viață după ce acesta îl scapă de Leul cel laș, de asemena Finley crede că Oscar este vrăjitorul din Oz.[11] În curând el regretă decizia aceasta când Oscar îi dezvăluie că el nu este un vrăjitor expert, cu toate acestea rămâne aliatul său loial. 
  - Braff interpretează și rolul lui Frank, asistentul loial al lui Oscar din Kansas și coleg îndelungat de suferințe.
- Joey King interpretează vocea păpușii vii de porțelan (China Girl). Casa sa este distrusă de vrăjitoarea rea, fiind singura supraviețuitoare din ținutul păpușilor de porțelan. Oscar o găsește și-i lipește la loc piciorul, între ei dezvoltându-se o puternică prietenie.
  - King interpretează și rolul fetiței din scaunul cu rotile aflată printre spectatorii lui Oscar la un spectacol de circ din Kansas.
- Tim Holmes este omul puternic de la circ care-l atacă pe Oscar deoarece a aflat că acesta a încercat să aibă o aventură cu soția , din această cauză Oscar fuge cu un balon cu aer cald și astfel, mânat de o tornadă, ajunge în ținutul lui Oz.
- Bill Cobbs este Maestrul Tinichigiu, șeful tinichigiilor conduși de Glinda. Se pare că acesta este tinichigiul care l-a construit pe Omul de Tinichea.[11]
- Tony Cox este Knuck, crainic și cântăreț în fanfara din Orașul de Smarald, este un aliat al vrăjitoarei Glinda.
- Abigail Spencer este May, una din multele asistente temporare ale lui Oscar care-l ajută pe Oscar să-și realizeze numerele de magie în Kansa. De asemenea este una din numeroasele încercări ale lui Oscar de a avea aventuri cu diferite femei.[14]
- Bruce Campbell este o gardă Winkie din Orașul de Smarald.[14]

## Coloană sonoră
Coloana sonoră a filmului a fost lansată de Walt Disney Records la 5 martie 2013. CD-ul lansat a fost produs în asociere cu Intrada Records.
Toate melodiile sunt compuse de Danny Elfman.
| Nr.             | Titlu                              | Lungime |  |
| 1.              | „Main Titles”                      | 2:57    |  |
| 2.              | „A Serious Talk”                   | 2:23    |  |
| 3.              | „Oz Revealed”                      | 1:58    |  |
| 4.              | „A Strange World”                  | 1:48    |  |
| 5.              | „Where Am I?/Schmooze-A-Witch”     | 2:05    |  |
| 6.              | „Fireside Dance”                   | 1:19    |  |
| 7.              | „Meeting Finley”                   | 1:57    |  |
| 8.              | „The Emerald Palace”               | 0:47    |  |
| 9.              | „Treasure Room/Monkey Business”    | 2:56    |  |
| 10.             | „China Town”                       | 3:07    |  |
| 11.             | „A Con Job”                        | 1:47    |  |
| 12.             | „Glinda Revealed”                  | 1:43    |  |
| 13.             | „The Munchkin Welcome Song”        | 0:41    |  |
| 14.             | „Bad Witch”                        | 4:32    |  |
| 15.             | „The Bubble Voyage”                | 2:48    |  |
| 16.             | „Great Expectations/The Apple”     | 4:58    |  |
| 17.             | „Meeting the Troops”               | 1:18    |  |
| 18.             | „What Army”                        | 0:29    |  |
| 19.             | „Theodora's Entrance/Puppet Waltz” | 1:51    |  |
| 20.             | „A Threat”                         | 2:07    |  |
| 21.             | „Bedtime/The Preparation Montage”  | 7:00    |  |
| 22.             | „Call to Arms”                     | 2:13    |  |
| 23.             | „Destruction”                      | 2:38    |  |
| 24.             | „Oz the Great and Powerful”        | 1:25    |  |
| 25.             | „Fireworks/Witch Fight”            | 1:39    |  |
| 26.             | „Time for Gifts”                   | 5:54    |  |
| 27.             | „End Credits from Oz”              | 1:59    |  |
| Lungime totală: | Lungime totală:                    | 1:06:19 |  |